# Phryxus caicus
Phryxus caicus ist die einzige Schmetterlingsart der Gattung Phryxus aus der Familie der Schwärmer (Sphingidae). Die Art ist vermutlich nahe mit der Gattung Erinnyis verwandt.

## Merkmale

### Merkmale der Falter
Die Falter haben eine Vorderflügellänge von 33 bis 37 Millimeter. Sie haben eine gewisse Ähnlichkeit mit Arten der Gattung Erinnyis, insbesondere mit den Männchen von Erinnyis ello. Die schwarzen Binden an den Seiten des Thorax an der Vorderflügelbasis und die glatten Außenränder der Vorderflügel unterscheiden die Art jedoch. Die Färbung und Musterung der Falter ist nicht variabel, auch Männchen und Weibchen unterscheiden sich nicht in dieser Hinsicht.

Phryxus caicus ♂
Phryxus caicus ♂   △
Phryxus caicus  ♀
Phryxus caicus  ♀ △

### Merkmale der Raupen
Die Raupen treten in einer grünen und einer braunen Farbvariante auf und sind längsgestreift. Sie haben einen schlanken Körper und anfangs ein langes Analhorn, das sich bis zum letzten Stadium zu einem sehr kurzen, fleischigen Dorn reduziert.

### Merkmale der Puppen
Die Puppe ist glänzend mahagonibraun und hat gut erkennbare schwarze Adern auf den Flügelscheiden. Die Rüsselscheide ist vollständig verwachsen. Die Puppe ist nur sehr schwer von denen der Erinnyis-Arten zu unterscheiden.

## Vorkommen
Die Art ist neotropisch verbreitet und wird in den Vereinigten Staaten nur unregelmäßig im Süden Floridas nachgewiesen. Nur einmal wurde ein Falter in Clemson (South Carolina) nachgewiesen. Die Art besiedelt ausschließlich küstennahe Mangrovensümpfe.

## Lebensweise
Die Imagines treten südlich von Florida vor allem von August bis November häufig auf, können aber das ganze Jahr hindurch beobachtet werden. Der Schlupf erfolgt bei Abenddämmerung, wobei die Falter später am Abend beginnen aktiv zu werden. Man findet sie gelegentlich während der Morgen- und der Abenddämmerung sowohl an künstlichen Lichtquellen als auch an Blüten beim Nektarsaugen.

### Nahrungspflanzen der Raupen
Die Raupen ernähren sich in ihrem tropischen Verbreitungsgebiet von verschiedenen Hundsgiftgewächsen (Apocynaceae). In Florida findet man sie an der in den dortigen Mangrovensümpfen wachsenden Rhabdadenia biflora. Es wird jedoch vermutet, dass dort auch andere Hundsgiftgewächse angenommen werden; dies ist jedoch noch nicht hinreichend untersucht.

## Entwicklung
Die Weibchen legen ihre Eier einzeln ab. Die Raupen schlüpfen innerhalb weniger Tage. Anfangs ruhen die Raupen auf der Mittelrippe oder der Unterseite der Blätter. Sie sind durch ihre Färbung darauf sehr gut getarnt. In den letzten beiden Stadien haben die Raupen an Rhabdadenia biflora ein sehr charakteristisches Fressverhalten. Die paarweise angeordneten Blätter werden immer nacheinander gefressen, bevor die Raupe weiter zum nächsten Paar klettert. Dies setzt die Raupen einer Gefährdung durch Fressfeinde aus, da die Pflanzen nur spärlich mit Blättern bewachsen sind und sie bei ihren langen Wegen auf den Stängeln schlecht getarnt sind. Die Verpuppung findet in einem locker gesponnenen Kokon am Erdboden statt, der aus Seide und Pflanzenteilen und Ähnlichem besteht.

## Belege